# Timbaraba
Timbaraba is een kevergeslacht uit de familie van de boktorren (Cerambycidae). De wetenschappelijke naam van het geslacht werd voor het eerst geldig gepubliceerd in 2005 door Monné M. L. & Napp.

## Soorten
Timbaraba is monotypisch en omvat slechts de volgende soort:
- Timbaraba dispar Monné M. L. & Napp, 2005